# Bernard Sarrette
Bernard Sarrette (ur. 27 listopada 1765 w Bordeaux, zm. 11 kwietnia 1858 w Paryżu) – francuski kapelmistrz, pedagog i organizator życia muzycznego.

## Życiorys
Początkowo służył w Gwardii Narodowej, gdzie doszedł do stopnia kapitana. W 1789 roku zebrał 45 muzyków i sformował z nich wojskową kapelę, która rozrosła się z czasem do 78 członków. W 1792 roku utworzył w Paryżu bezpłatną szkołę muzyczną École de Musique de la Garde Nationale, w której kształcono muzyków dla wszystkich oddziałów wojsk rewolucyjnej Francji, zapewniających oprawę na oficjalne uroczystości. W 1793 roku szkoła ta została przekształcona w Institut National de Musique, a w 1795 roku na mocy dekretu Konwentu Narodowego stała się podstawą nowo utworzonego Konserwatorium Paryskiego. Sarrette zajął się jego organizacją, a w latach 1800–1814 pełnił funkcję jego dyrektora. Opracował metody nauczania w konserwatorium, będącym pierwszą nowoczesną uczelnią muzyczną w Europie, zorganizował jego bibliotekę, szkołę deklamacji i salę koncertową. Po restauracji Burbonów w 1814 roku został zdymisjonowany i nie odgrywał już odtąd większej roli w życiu muzycznym.